# Taomyia ocellata
Taomyia ocellata är en tvåvingeart som först beskrevs av Lamb 1914.  Taomyia ocellata ingår i släktet Taomyia och familjen borrflugor.
Artens utbredningsområde är Seychellerna. Inga underarter finns listade i Catalogue of Life.